# 噻环庚三烯
在有机化学中，噻環庚三烯是一种不饱和七元杂环化合物，具有六个碳原子和一个硫原子。母体化合物C6H6S不稳定，预计具有反芳香性。其衍生物已得到分离，根据X射线晶体学，它们具有非平面C6S环。
理论研究表明，噻環庚三烯会消除一个硫原子以形成苯。这个过程的中间体是双环噻降蒈二烯。与(η4-C6H6S)Fe(CO)3形成配合物后，噻環庚三烯的环会变得稳定。
苯并噻環庚三烯由一个噻環庚三烯和一个苯稠合而成，而二苯并噻環庚三烯（如度硫平和佐替平）则有两个苯。Damotepine是噻環庚三烯的另一个衍生物。

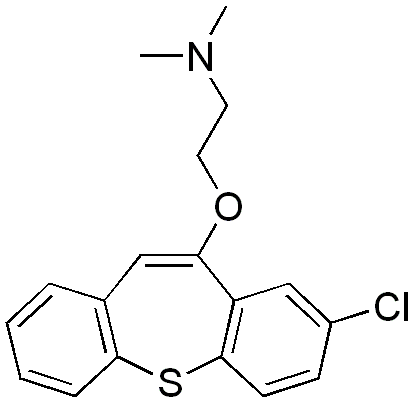
二苯并噻環庚三烯佐替平的化学结构。